# Snøhetta (empresa)
Snøhetta és una empresa internacional d'arquitectura, paisatgisme i interiorisme amb seu a Oslo, Noruega, comptant amb diversos estudis satèl·lit a països com Suècia, Estats Units, Àustria i Singapur.

## Història

Òpera d'Oslo amb la il·luminació nocturna.

L'estudi es va crear l'any 1986 a la ciutat noruega de Oslo. Amb només tres anys de vida, va guanyar el concurs internacional per construir la nova Bibliotheca Alexandrina d'Egipte, esdevenint un punt d'inflexió per l'impacte de l'obra a nivell internacional i sent una de les seves obres més reconegudes, guanyant el guardó World Architecture Award l'any 2002 per aquesta obra. Un dels seus següents treballs destacats va ser la creació de l'Òpera d'Oslo amb qui van rebre el Premi d'Arquitectura Contemporània Mies van der Rohe l'any 2009.
A més del vessant arquitectònic, també han aplicat en d'altres sectors, com per exemple, creant el nou disseny dels billets pel Banc de Noruega, un canvi progressiu que va durar entre 2014 i 2019 fins a cobrir totes les quantitats de diferents tons: 50, 100, 200, 500 i 1000 corones. El disseny manté el minimalisme de les línies del edificis dissenyats, així com es nota la fractalització dels colors i trames que també solen aplicar a l'obra civil. Aquesta edició de les imatges, creen una pixelació de gran mida de les imatges originals fent que acabin sent irreconeixibles. Les imatges originals venen a ser un reflex de les costes de Noruega.

## Obres
Llista d'obres arquitectòniques destacades, tant creacions des de zero com projectes de remodelació o ampliacions rellevants.
| Inauguració | Nom                                                      |  | Indret        | País                   | Guardons destacats |
| ----------- | -------------------------------------------------------- |  | ------------- | ---------------------- | --- |
| 2020        | Edifici Le Monde                                         |  | París         | França                 | |
| 2017        | Mercat del peix de Matrah                                |  | Matrah        | Oman                   | |
| 2017        | Times Square (renovació i conversió en zona de vianants) |  | Nova York     | Estats Units d'Amèrica | |
| 2016        | Museu d'art de Lillehammer (ampliació)                   |  | Lillehammer   | Noruega                | |
| 2016        | Museu d'Art Modern de San Francisco (ampliació)          |  | San Francisco | Estats Units d'Amèrica | |
| 2016        | Lascaux IV                                               |  | Montinhac     | França                 | |
| 2015        | Universitat de Ryerson (edifici Student Learning Centre) |  | Toronto       | Canadà                 | - 2016, Library Building Award pel American Institute of Architects - 2011, Canadian Architects Award of Excellence                                                                     |
| 2014        | National September 11 Memorial & Museum                  |  | Nova York     | Estats Units d'Amèrica | |
| 2014        | Casa de la cultura de Bærum                              |  | Bærum         | Noruega                | |
| 2014        | Väven                                                    |  | Umeå          | Suècia                 | |
| 2014        | Virginia Tech (edifici Moss Art Center)                  |  | Blacksburg    | Estats Units d'Amèrica | |
| 2013        | Centre de cures de càncer Maggie's Centre                |  | Aberdeen      | Regne Unit             | |
| 2013        | Biblioteca James B. Hunt Jr.                             |  | Durham        | Estats Units d'Amèrica | - 2013, Library Building Award pel American Institute of Architects |
| 2013        | Torre Deloitte                                           |  | Oslo          | Noruega                | |
| 2011        | Universitat de Bowling Green (edifici Wolfe Center)      |  | Bowling Green | Estats Units d'Amèrica | |
| 2011        | Viewpoint Snøhetta                                       |  | Dovre         | Noruega                | - 2011, Archdaily Building of the Year |
| 2008        | Òpera d'Oslo                                             |  | Oslo          | Noruega                | - 2010, Premi Europeu de l'Espai Públic Urbà - 2010, Marble Architectural Awards - 2010, International Architecture Awards - 2009, Premi d'Arquitectura Contemporània Mies van der Rohe |
| 2007        | Museu Petter Dass                                        |  | Alstahaug     | Noruega                | |
| 2007        | Serpentine Gallery (pavelló Olafur Eliasson)             |  | Londres       | Regne Unit             | |
| 2002        | Bibliotheca Alexandrina                                  |  | Alexandria    | Egipte                 | - 2002, World Architecture Award - 2004, Premi Aga Khan d'arquitectura |
| 2001        | Ambaixada de Noruega a Berlín                            |  | Berlín        | Alemanya               | |
| 2000        | Ajuntament de Hamar                                      |  | Hamar         | Noruega                | |